# BoBoiBoy
BoBoiBoy là phim hoạt hình của Malaysia được sản xuất bởi Animonsta Studios. Nội dung xoay quanh cậu bé BoBoiBoy sở hữu năng lực siêu nhiên từ những chiếc đồng hồ sức mạnh và cùng 4 người bạn của cậu là Yaya, Ying, Gopal và Fang chiến đấu để bảo vệ Trái Đất khỏi âm mưu xâm chiếm của người ngoài hành tinh vì nguồn năng lượng từ cacao. 
Phim được chiếu trên kênh truyền hình TV3 của Malaysia từ ngày 13/3/2011 (dưới định dạng HDTV) và trên kênh Disney Channel Asia từ ngày 18/6/2011. Kênh NTV7 bắt đầu chiếu series này từ 24/5/2017. Ngoài ra tại Việt Nam, phiên bản lồng tiếng Việt do POPS và Purpose Media thực hiện đã có trên ứng dụng POPS Kids và Youtube.

## Sản phẩm
BoBoiBoy là sản phẩm đầu tiên của hãng phim hoạt hình tư nhân Animonsta Studios, thành lập bởi Nizam Razak và ba cộng sự gồm: Safwan Abdul Karim, Anas Abdul Aziz và Kee Yong Pin. Animonsta ban đầu khởi nghiệp làm việc ở khu làm việc cho doanh nghiệp khởi nghiệp do tổ chức MDeC (trước viết tắt là Multimedia Development Corporation, nay là Malaysia Digital Economic Corporation) hỗ trợ đặt ở thành phố Cyberjaya. Đến giữa năm 2012, Animonsta chuyển địa điểm làm việc sang Technopreneur Center..
Ý tưởng gốc cho series là cốt truyện xoay quanh tới một người ngoài hành tình mê ca cao có tên Adu Du đến với Trái Đất. Tuy nhiên, cốt truyện đã được thay đổi là bởi, theo giải thích từ trang Fanpage của BoBoiBoy trên Facebook, ca cao là đồ uống có vị khó uống (đắng) và không phù hợp với trẻ em.
Series được phát hành đồng thời với hai phiên bản: phiên bản tiếng Malaysia dành cho thị trường trong nước và phiên bản tiếng Anh dành cho thị trường nước ngoài. Cả hai phiên bản này đều có Diễn viên lồng tiếng khác nhau. Trong phiên bản tiếng Malaysia, Nur Fathiah Diaz, Diễn viên lồng tiếng cho Upin và Ipin, đã được lựa chọn để lồng tiếng cho nhân vật chính - BoBoiBoy.

## Lịch sử phát sóng

### Mùa đầu tiên (2011 - 2012, 13 tập)
Mùa đầu tiên của series được phát sóng vào ngày Chủ nhật, 13/3/2011 lúc 19:00 giờ Malaysia (18:00 giờ Hà Nội). Tập phim bắt đầu với việc BoBoiBoy, nhân vật chính của series có chuyến thăm tới nhà của ông cậu - ông Aba - ở đảo Rintis nhân dịp nghỉ hè. Cùng lúc, Adu Du, một người ngoài hành tinh đến từ Ata Ta Tiga đến Trái Đất để tìm kiếm nguồn năng lượng. Adu Du phát hiện ở Trái Đất có ca-cao, một nguồn năng lượng quý "đã bị tuyệt chủng ở Ata Ta Tiga khoảng 30 ngàn năm về trước". Adu Du muốn gom hết số ca-cao từ Trái Đất về Ata Ta Tiga để trở thành "một vị hùng" của hành tinh này. Để chắc chắn kế hoạch được thực hiện thành công, Adu Du đã tìm kiếm sức mạnh từ Quả cầu Năng lượng Ochobot. Dù vậy, sự không may mắn đã xảy đến khi Ochobot nhận BoBoiBoy làm chủ nhân. Ochobot trao sức mạnh cho BoBoiBoy và những người bạn mới của cậu gồm: Ying, Yaya và Gopal.
Trong mùa đầu tiên, có 13 slot. Mỗi slot bao gồm 2 tập, mỗi tập dài 11 phút. Như vậy, về mặt lý thuyết, có tất cả 26 tập phim dài 11 phút.
Tuy vậy, vì sự phổ biến của series, Animonsta Studios quyết định trình chiếu lại cho khán giả tập cuối cùng của mùa một với một "phần kết được bổ sung" (Extended Finale) vào ngày 1/1/2012.

### Mùa hai (2012 - 2013, 13 tập)
Mùa hai của BoBoiBoy bắt đầu trình chiếu vào ngày Chủ nhật, 27/5/2012 lúc 19:00 giờ Malaysia (tức 18:00 giờ Hà Nội) trên kênh TV3. Trong mùa này, cuộc đời của BoBoiBoy rẽ sang một chương mới khi cậu chuyển đến đảo Rintis sống cùng với ông cậu (ông Aba) và bạn cậu: Gopal, Ying, Yaya. Cốt truyện mùa hai tập trung xoay quanh BoBoiBoy và cuộc sống của bạn cậu ở Trường Tiểu học Đảo Rintis (tiếng Malaysia: Sekolah Rendah Pulau Rinitis). BoBoiBoy cũng phải đối mặt với một thử thách mới từ người bạn cùng lớp tên Fang.
Fang hoặc "Cậu bé bí ẩn" đã được giới thiệu ở mùa 1 trong "Phần kết được bổ sung" - tức tập số 26 có kèm theo phần được bổ sung của Animonsta Studios: phân cảnh BoBoiBoy rời đảo Rintis.

### Mùa ba (2014 - 2016, 26 tập)
Vào 7/6/2013, YouTube chính thức của Animonsta Studios đăng tải một sneak peak (thuật ngữ, tiếng Việt nghĩa là "đoạn xem trước") của tập đầu mùa ba. Trong sneak peak trên giới thiệu cảnh BoBoiBoy đấu với Ejo Jo với bộ giáp của hắn. Sneak peak đó cũng khẳng định với khán giả, mùa 3 đang trong quá trình hoàn thiện.
Đến ngày 12/7/2013, Animonsta Studios chính thức tuyên bố trên Facebook mùa 3 sẽ được trình chiếu vào ngày 11/8/2013 với 13 tập mới khiến mùa 3 trở thành mùa phim dài nhất từng được trình chiếu. Tuy nhiên, Animonsta Studios đã hoãn ngày phát sóng mùa 3 sang ngày 5/1/2014.
Mùa 3 được bắt đầu trình chiếu trên TV3 Malaysia vào ngày 5/1/2014 theo đúng thông báo của họ trên Facebook và 5 tập phim đầu được trình chiếu liên tiếp trong đúng 5 tuần phát sóng.
Ngày 23/3/2014, Animonsta Studios thông báo trên YouTube giờ phát sóng của BoBoiBoy được chuyển từ 19:00 giờ Malaysia như thường lệ của hai mùa trước sang 16:00 giờ Malaysia (tức 15:00 giờ Hà Nội) từ ngày Chủ nhật, 6/4/2014 tới Chủ nhật,18/5/2014 do đợt kiểm tra ở các trường học tại Malaysia và dịp lễ Eid al-Fitr của người đạo Hồi. Tập số 6 và các tập tiếp theo của mùa 3 được phát sóng vào 4/12/2014 với khung giờ mới: 17:35 giờ Malaysia (tức 16:35 giờ Hà Nội) từ thứ hai tới thứ năm và được phát sóng vào 20/11/2014 với khung giờ mới trên. Đây cũng là mùa phim đầu tiên mà các tập mới được đăng tải trên YouTube trước khi phát sóng ở sóng truyền hình. Mùa 3 cũng là mùa đầu tiên mà Animonsta Studios quyết định chuyển ca khúc chủ đề: từ BoBoiBoy Superhero Kita (tiếng Việt: BoBoiBoy, anh hùng của chúng ta; Sáng tác: Yuri Wong; Biểu diễn: Burn Af-1) sang Jagalah Bumi (tạm dịch tiếng Việt: Bảo vệ Trái Đất, Biểu diễn bởi nhóm nhạc rock Indonesia: Kotak).
3 tập cuối của mùa 3, cũng là mùa cuối cùng của series BoBoiBoy: tập 24 - 26, được chiếu vào 28/5/2016, 4/6/2016 và 11/6/2016.

### BoBoiBoy Galaxy (2016)
Xem chi tiết: BoBoiBoy Galaxy
BoBoiBoy Galaxy (tạm dịch tiếng Việt: BoBoiBoy du hành vũ trụ theo tựa dịch của VTVCab, Đài Truyền hình Việt Nam) thực chất là một "rebranding" (thuật ngữ, tạm hiểu tiếng Việt: "làm mới thương hiệu") của BoBoiBoy. Tập đầu tiên của series này phát sóng trên TV3 Malaysia vào 25/11/2016 và trên kênh Disney vào 7/7/2017.
Bối cảnh của BoBoiBoy Galaxy, theo giải thích của đạo diễn Nizam Razak, là 3 năm sau BoBoiBoy The Movie (tạm dịch tiếng Việt: BoBoiBoy Phiêu lưu ký). BoBoiBoy Galaxy sẽ có cốt truyện mang đậm tính phiêu lưu và có tổng cộng 104 tập phim.

## Các kênh trình chiếu
| Quốc gia                      | Kênh trình chiếu                | Bắt đầu   | Kết thúc  |
| Malaysia                      | TV3 8TV TV9 Disney Channel Asia | 13/3/2011 | 11/6/2016 |
| Indonesia                     | MNCTV                           |           |           |
| Philippines Thái Lan Việt Nam | Disney Channel (Đông Nam Á)     | 18/6/2011 |           |

## Tầm ảnh hưởng của BoBoiBoy
Nhân vật BoBoiBoy có sức ảnh hưởng lớn tới khán giả Malaysia. Thậm chí, BoBoiBoy đã trở thành nhân vật hoạt hình made-in-Malaysia duy nhất có mặt trong dự án khu công viên giải trí hoạt hình đầu tiên trong khu vực Đông Nam Á có tên Movie Animation Park Studios.